# Фейетт (округ, Айова)
Фейе́тт (англ. Fayette County) — округ в США, штате Айова. На 2000 год численность населения составляла 22 008 человек. По оценке бюро переписи населения США в 2009 году население округа составляло 20 164 человек. Окружным центром является город Уэст-Юнион.

## История
Округ Фейетт был сформирован 21 декабря 1837 года.

## География
По данными Бюро переписи населения США площадь округа Файетт составляет 1893 км².

### Основные шоссе
- Шоссе 18
- Автострада 3
- Автострада 56
- Автострада 93
- Автострада 150
- Автострада 187
- Автострада 281

### Соседние округа
- Алламаки  (северо-восток)
- Блэк-Хок  (юго-запад)
- Бьюкенен  (юг)
- Бример  (запад)
- Чикасо  (северо-запад)
- Клейтон  (восток)
- Делавэр  (юго-восток)
- Уиннешик  (север)

## Демография
По данным переписи населения 2000 года в округе проживало 22 008 жителей. Среди них 22,3 % составляли дети до 18 лет, 19,7 % люди возрастом более 65 лет. 49,9 % населения составляли женщины.
Национальный состав был следующим: 97,6 % белых, 0,9 % афроамериканцев, 0,2 % представителей коренных народов, 0,6 % азиатов, 1,9 % латиноамериканцев. 0,8 % населения являлись представителями двух или более рас.
Средний доход на душу населения в округе составлял $17271. 14,2 % населения имело доход ниже прожиточного минимума. Средний доход на домохозяйство составлял $40706.
Также 84,8 % взрослого населения имело законченное среднее образование, а 13,8 % имело высшее образование.